# لی جون (خواننده اهل کره جنوبی)
لی چانگ سون (متولد ۷ فوریه ۱۹۸۸  )، بیشتر با نام هنری لی جون شناخته می‌شود. کره جنوبی است. وی بیشتر به عنوان یکی از اعضای سابق گروه پسران کره جنوبی ام‌بلک شناخته می‌شود. او در مجموعه‌های تلویزیونی کارآگاه خون‌آشام، دریای خاموش و قلب خونین ایفای نقش کرده‌است.

## منبع
1. ↑  "Lee Joon". Wikipedia (به انگلیسی). 2021-04-02.